# N756 (België)
De N756 is een gewestweg in de Belgische provincie Limburg. Deze weg vormt de verbinding tussen Kerniel en Vliermaal.
De totale lengte van de N756 bedraagt ongeveer 3 kilometer.

## Plaatsen langs de N756
- Kerniel
- Gors-Opleeuw
- Vliermaal